# Ивашевский, Анатолий Васильевич
Анатолий Васильевич Ивашевский — советский хозяйственный и политический деятель.

## Биография
Родился в 1925 году в деревне Серкино. Член КПСС.
Окончил Всесоюзный заочный энергетический институт.
Участник Великой Отечественной войны: начальник рации 3-го стрелкового батальона 278-го гвардейского стрелкового полка 93-й гвардейской стрелковой дивизии.
В 1955—1966 гг. — контролер, контрольный мастер, заместитель секретаря парткома, начальник бюро цехового контроля,
заместитель главного контролера, секретарь парткома электромашиностроительного завода им. Лепсе.
В 1966—1968 гг. — первый секретарь Октябрьского райкома КПСС города Кирова.
В 1968—1971 гг. — второй секретарь Кировского горкома КПСС.
В 1971—1973 гг. — заведующий отделом оборонной промышленности Кировского обкома КПСС.
В 1973—1980 гг. — председатель Кировского горисполкома.
В 1980—1987 гг. — заведующий отделом цен Кировского облисполкома.
Умер в 1995 году в Кирове.

## Награды
- Орден Отечественной войны I степени
- Орден Трудового Красного Знамени (дважды)
- Орден Красной Звезды
- Орден Знак Почёта